# BM-Volvo T 400 Buster

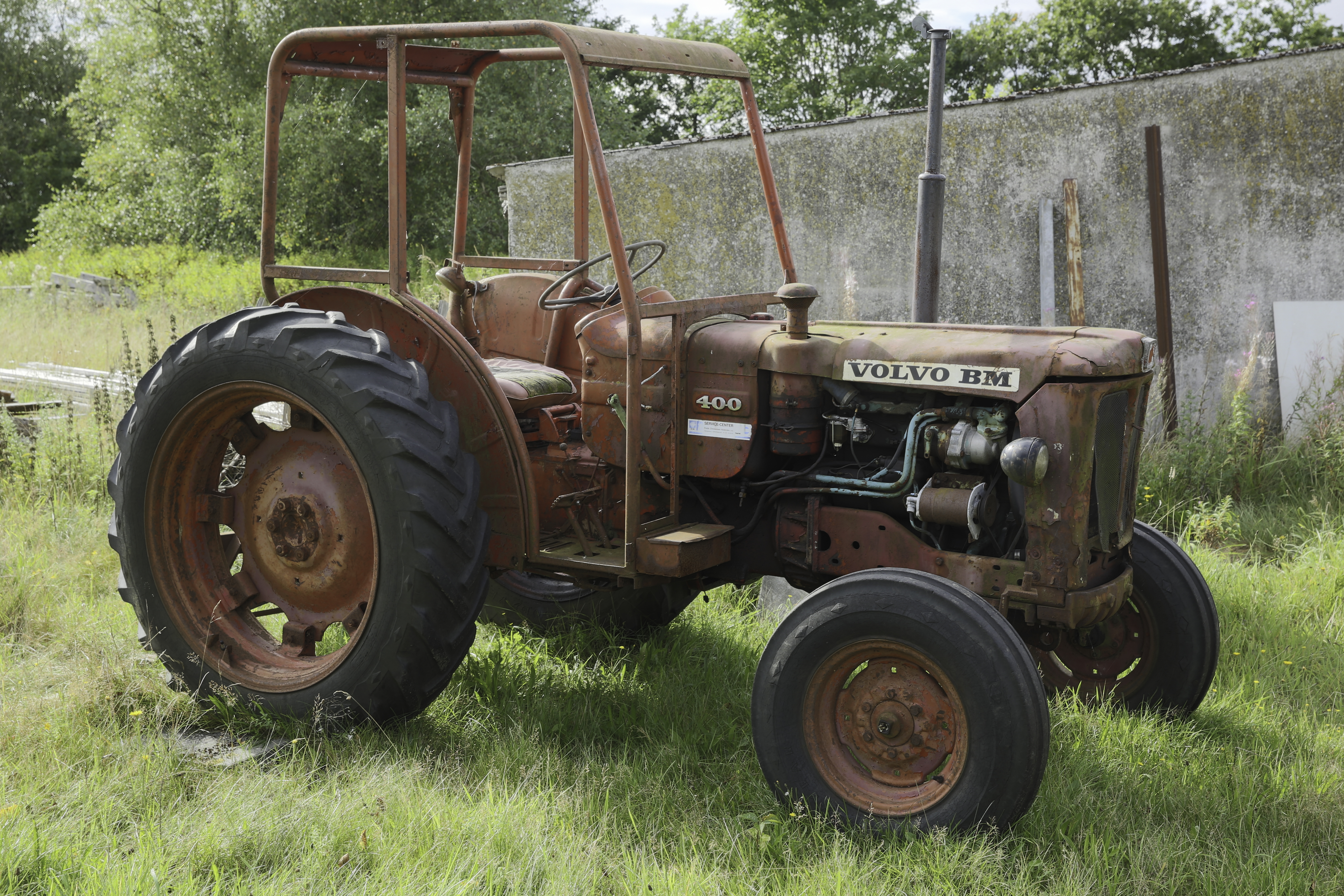
Volvo BM 400

Bolinder-Munktell 400 Buster var en helt nykonstruerad traktor som tillverkades av Bolinder-Munktell mellan 1964 och 1969 i cirka 23 000 exemplar, och ersatte Bolinder-Munktell 320 Buster. Den hade en trecylindrig dieselmotor från Perkins Engines med maxeffekten 43 hästkrafter. Traktorn var försedd med en transmission med fyra framåtväxlar och en bakåt, samt en hög-lågväxellåda som sammantaget ger åtta växlar framåt och två bakåt. 
Traktorn utvecklades vidare till BM-Volvo T 430.

## Tekniska data
- Motor: Volvo D25 (Perkins 3-152)
- Motoreffekt: 47 hk vid 2250 r/min
- Transmission: 8 fram, 2 back. Differentialspärr
- Hastighet: maxfart 28 km/h, back 11 km/h
- Bränsletank: 45 L
- Kylsystem: 8 L
- Vikt: 1980 kg
- Hjulbas: 2 100 mm
- Längd: 3 140 mm